# Bathyplectes nigridens
Bathyplectes nigridens là một loài tò vò trong họ Ichneumonidae.